# Echelon Place
Echelon – częściowo wybudowany hotel i kasyno, położony przy ulicy Las Vegas Strip w Las Vegas, w stanie Nevada. Jego budowa została przerwana 1 sierpnia 2008 roku. 
Echelon, stanowiący własność korporacji Boyd Gaming Corporation, zastąpił Stardust Resort & Casino, a koszt realizacji oszacowany został na 4 miliardy dolarów. Budowa obiektu rozpoczęła się w 2007 roku, a oficjalne otwarcie planowane było na rok 2010. Jednak 1 sierpnia 2008 roku Boyd Gaming ogłosiła, że prace nad Echelonem zostaną przerwane na 3 lub 4 kwartały z uwagi na zmiany sytuacji ekonomicznej w Stanach Zjednoczonych. Ze względu na spadki zysków w 2009 roku, korporacja poinformowała, że projekt pozostanie zawieszony jeszcze przez co najmniej 3–5 lat.
Echelon stanowi wielofunkcyjny projekt, składający się z: kasyna o powierzchni 13 000 m², hotelu z 5300 pokojami, 25 barów i restauracji, centrum konferencyjnego o powierzchni 93 000 m², Las Vegas ExpoCenter o powierzchni 60 000 m² oraz centrum handlowego z luksusowymi butikami zajmującymi łączną powierzchnię 37 000 m². Natomiast w skład całego kompleksu Echelon Resort wchodzić będą również inne hotele: Shangri-La Hotel, Delano Hotel, Mondrian Hotel, Echelon Tower, a także budynek kierowany przez Boyd z 3300 pokoi.

## Historia
Korporacja Boyd Gaming rozpoczęła działania od wykupu kilku posesji, w miejscu których miał według wstępnych planów powstać nowy obiekt rozrywkowo-wypoczynkowy. Wśród nich znalazły się Budget Suites, Westward Ho oraz, przede wszystkim, Stardust Resort & Casino. 2 października 2006 roku Boyd doszła do porozumienia z Harrah's Entertainment: w zamian za 97 000 m² terenu Harrah's przejęła od Boyd hotel i kasyno Barbary Coast Casino.
Boyd Gaming oficjalnie ogłosiła rozpoczęcie projektu Echelon 4 stycznia 2006 roku. 1 listopada zamknięto Stardust, a 13 marca 2007 roku budynek został wyburzony.

## Planowane części składowe
Według planów, w skład Echelon Place wchodzić ma:
- Mondrian at Echelon: 50-procentowy joint venture z Morgans Hotel Group w postaci hotelu o 860 pokojach[6].
- Delano Hotel: 50-procentowy joint venture z Morgans Hotel Group w postaci hotelu o 550 pokojach[6].
- Echelon Resort Tower: główna wieża kompleksu, znana również jako Hotel Echelon.
- Echelon Suite Tower: wieża złożona wyłącznie z apartamentów, znana również jako Enclave.
- The Shangri-La Hotel Las Vegas: czwarty północnoamerykański obiekt sieci Shangri-La Hotels and Resorts.
- Las Vegas Expo Center: centrum konferencyjne o powierzchni 70 000 m².
- Promenada handlowa: centrum handlowe o powierzchni 37 000 m², projekt wart 500 milionów dolarów, tworzony we współpracy z General Growth Properties[6].
- Kasyno: kasyno o powierzchni 13 000 m².